# Wapen van Kontich

Het wapen van Kontich

Het wapen van Kontich is het heraldisch wapen van de Antwerpse gemeente Kontich. Het wapen werd op 3 april 1849, per koninklijk besluit, verleend. Op 9 december 1980 kreeg de gemeente, eveneens per koninklijk besluit, een gewijzigde omschrijving toegekend. De Databank Heraldiek vermeldt echter dat het wapen per ministerieel besluit is toegekend op 29 januari 1981, dezelfde datum waarop het wapen in het Belgisch Staatsblad gepubliceerd werd.

## Blazoeneringen
Vanwege de wijzigingen en herbevestigingen in het wapen heeft Kasterlee vier blazoeneringen voor het wapen.

### Eerste wapen
Het eerste wapen werd op 3 april 1849 in het Frans verleend. De omschrijving luidt als volgt:
De gueules, à quatre pals d'or, sur le tout coupé au premier de gueules à la croix alezée d'argent et au second d'azur au lion d'or.
Van Keel, beladen me vier palen van goud, over het geheel gedeeld het eerste van keel met een Latijns kruis van zilver en het tweede lazuur beladen met een leeuw van goud.
Het wapen is rood van kleur met daarop vier gouden palen, de verticale banen. In het midden over drie van de banen een gedeeld hartschild. Het bovenste is rood van kleur met daarop een zilveren Latijns kruis. Het onderste deel is blauw van kleur met daarop een gouden leeuw.

### Tweede wapen
Het tweede, huidige, wapen wordt als volgt omschreven:
In keel vier palen van goud; hartschild: doorsneden 1. in keel een Latijns kruis van zilver 2. in lazuur een leeuw van goud.
Het wapen is exact gelijk gebleven. Het enige wat nu expliciet benoemd wordt is het hartschild.

## Geschiedenis
Kontich lag tot 1464 op twee grondgebieden: het Land van Rijen en het Land van Mechelen. Respectievelijk in eigendom van de hertogen van Brabant en het geslacht Berthout. De Berthouts heersten van 1332 tot 1410 over de heerlijkheid. De twee heerlijkheden werden door Karel de Stoute in 1464 herenigd, maar de twee voormalige gebieden bleven nog tot 1577 gescheiden schepenbanken voeren. Voor zover bekend zijn alleen van de schepenbank van het Land van Mechelen, zegels bewaard gebleven. Op deze zegels staan de drie palen uit het wapen van het huis Berthout. Deze zegels bleven tot de 18e eeuw in gebruik. In 1651 werd de heerlijkheid verkocht aan Francisco Lopez Franco y Feo. De schepenbank van Kontich zegelde sindsdien met een zegel waarin het eerste of derde kwartier uit het wapen van Franco y Feo gebruikt werd. Het hartschild in het wapen van Kontich is gelijk aan het eerste kwartier van het familiewapen. Lint, dat zich in 1870 afscheidde van Kontich, kreeg als wapen het derde kwartier.
Waar het rode schild met vier gouden palen vandaan komt is niet bekend, het kan een foute interpretatie van het Berthoutse wapen zijn.
In 1977 fuseerden Kontich en Waarloos. Omdat Waarloos als gemeente geen wapen heeft gevoerd, werd het oude wapen van Kontich met een gewijzigde blazoenering in 1981 aan de nieuwe gemeente toegekend.

## Historisch verwante wapens
De volgende wapens zijn op historische gronden verwant aan het wapen van Kontich:

Het wapen van de familie Berthout
Het wapen van Lint en het derde kwartier uit het wapen van Franco y Feo